# Hermes Binner

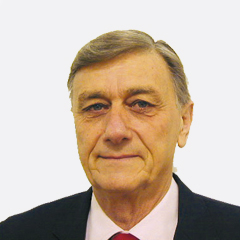
Hermes Binner, 2017

Hermes Juan Binner (* 5. Juni 1943 in Rafaela; † 26. Juni 2020 in Casilda) war ein argentinischer Politiker und Präsident der Sozialistischen Partei. Zwischen 2007 und 2011 bekleidete er das Amt des Gouverneurs der Provinz Santa Fe.

## Werdegang
Seine Vorfahren waren aus dem Dorf Bürchen im Schweizer Kanton Wallis ausgewandert. Binner schloss 1970 ein Studium der Medizin an der Universidad Nacional de Rosario ab und arbeitete danach als Arzt in Rosario. Bereits als Schüler war er politisch aktiv, mit 18 Jahren trat er in die Sozialistische Partei ein. 1972, während der Endphase der Militärdiktatur Revolución Argentina, nahm er aktiv an der Neugründung des Partido Socialista unter dem Namen Partido Socialista Popular teil.
1993 wurde er in den Stadtrat von Rosario gewählt. Nach einer gescheiterten Wahl zum Vizegouverneur der Provinz Santa Fe wurde er 1995 zum Bürgermeister von Rosario gewählt. In seiner Amtszeit dezentralisierte er die städtischen Institutionen und verbesserte die gesundheitliche Infrastruktur. Es gelang ihm, 1999 die Wiederwahl zu erlangen.
Im Jahr 2003 trat er für das Amt des Gouverneurs der Provinz an, scheiterte aber knapp gegen den Peronisten Jorge Obeid, obwohl er die meisten Stimmen auf sich vereinigen konnte. Grund war eine Besonderheit des Wahlrechts in der Provinz (Ley de Lemas), die mehrere Kandidaten pro Partei zuließ und die Stimmen des Ergebnisses summierte, weshalb die Sozialisten insgesamt der PJ unterlagen. 2005 wurde er zum Abgeordneten für seine Heimatprovinz gewählt.
Bei der Wahl 2007, bei der das Wahlrecht geändert worden war, wurde er schließlich mit 48,6 % der Stimmen zum Gouverneur von Santa Fe  gewählt. Dies war das erste Mal, das ein Sozialist ein derart hohes Amt in Argentinien erreichte.
2011 trat er zu den Präsidentschaftswahlen als Kandidat der Wahlallianz Frente Amplio Progresista an, die neben dem Partido Socialista die Regionalpartei GEN aus der Provinz Buenos Aires, die Partido Nuevo aus der Provinz Córdoba und weitere linke Kleinparteien umfasste. Er erreichte mit 16,81 % den zweiten Platz, deutlich hinter der Siegerin Cristina Fernández de Kirchner, die die absolute Mehrheit der Stimmen erreichte.

## Politische Standpunkte
Binner galt als moderater Sozialist oder Sozialdemokrat. Er wurde in seinem Denken in seiner Jugend von leninistischen Autoren beeinflusst, bekannte sich aber zur Marktwirtschaft.